# Chodzony
Chodzony (zu Deutsch: Gegangener) bezeichnet einen polnischen Volkstanz. 
Es handelt es sich um einen Paartanz, der in ganz Polen bekannt ist und insbesondere bei Hochzeiten getanzt wird. Die Paare tanzen hierbei ähnlich wie bei der Polonaise, als deren Vorläufer er gilt, hintereinander häufig im Dreiertakt.  